# كلارك غينز
كلارك غينز (بالإنجليزية: Clark Gaines)‏ هو لاعب كرة قدم أمريكية أمريكي، ولد في 1 فبراير 1954 في إلبيرتون في الولايات المتحدة.

## وصلات خارجية
- كلارك غينز على موقع مرجع كرة القدم المحترفة.كوم (الإنجليزية)